# 17280 Shelly
17280 Shelly è un asteroide della fascia principale. Scoperto nel 2000, presenta un'orbita caratterizzata da un semiasse maggiore pari a 2,1729038 UA e da un'eccentricità di 0,2000375, inclinata di 2,56266° rispetto all'eclittica.